# Lavočkin La-15
Lavočkin La-15 (NATO naziv: Fantail) je bio rani sovjetski mlazni lovac. Napravljen u vrijeme kada i MiG-15, La-15 je imao brojne tehničke prednosti no kako je MiG-15 bilo lakše i jeftinije proizvesti napravljen je samo manji broj zrakoplova.

## Razvoj
Iako je neposredno nakon 2. svjetskog rata Lavočkin dovršio razvoj lovca La-9 s klipnim motorom već mu je tada bilo jasno da je budućnost u turbomlaznim motorima. Zbog toga je paralelno s razvojem svog zadnjeg lovca s klipnim motorom La-11, Lavočkin pokrenuo razvoj svog prvog mlaznog lovca La-150. Sigurno nije ni pomišljao kakav će trnovit put morati prijeći prije nego sovjetsko ratno zrakoplovstvo napokon prihvati neki od njegovih aviona s turbomlaznim pogonom.

## Inačice

### La-150
Za razliku od Jakovljeva i njegovog Jak-15, Lavočkin je s La-15 krenuo drukčijim smjerom. Umjesto da u gotov trup lovca s klipnim motorom ugradi turbomlazni motor, odlučio je projektirati potpuno novi avion pokretan turbomlaznim motorom RD-10. Unatoč tome motor su ugradili u nos, pa je ispuh išao ispod trupa, tako da je na kraju izgled La-150 i Jak-a 15 bio vrlo sličan. Kako bi maksimalno smanjili gubitke potiska, ispuh je bio vrlo kratak. Za razliku od Jak-a 15 koji je bio niskokrilac La-150 je bio visokokrilac s ravnim krilima raspona 8,2 metra. Pilotska kabina smještena je maksimalno naprijed. Iako je Lavočkin tvrdio da je La-150 tek eksperimentalni avion paralelno s njim razvio je i prototip serijskog La-150M, pa su oba aviona poletjela u rujnu 1946. 
Letna ispitivanja odvijala su se sve do travnja iduće godine. Tijekom njih otkriveno je da su letne odlike uglavnom zadovoljavajuće. Motor potiska 8,8 kN osiguravao je maksimalnu brzinu od solidnih 850 km/h i operativni vrhunac leta od 12 500 metara. Tijekom leta velikim brzinama pojavljivale su se vibracije, a i težište aviona bilo je pomaknuto previše unazad. Piloti su se bunili da je kabina preslabo izolirana od buke i hladnoće. Najveći je nedostatak bilo samo 553 kilograma goriva, što je bilo dovoljno za tek 700 kilometara doleta. Zanimljivo je da je, iako navodno tek eksperimentalni, La-150 dobio naoružanje od dva topa NS-23 kalibra 23 mm.

### La-150M
Lavočkin je znatno više očekivao od ovoga aviona nego od La-150. Naime, La-150M je dobio spremnike za gorivo veće zapremine. Zbog toga, a i zbog nekih drugih sitnih izmjena, masa pri polijetanju povećana je za 300 do 400 kilograma. Kako je zadržan isti motor, to se neizbježno odrazilo na slabljene letnih odlika. Tako je maksimalna brzina smanjena na 805 km/h. Najveće je razočaranje bilo što je, unatoč većim spremnicima, dolet pao na samo 500 kilometara, ili tek 48 minuta leta. Do 5000 metara La-150M je trebao čak 7,2 minute. Zbog svega toga sovjetsko ratno zrakoplovstvo nije prihvatilo da se La-150M uvede u serijsku proizvodnju, već je preporučilo hitna poboljšanja.

### La-150F
Kako bi odgovorio na zahtjeve sovjetskog ratnog zrakoplovstva, Lavočkin je odlučio na brzinu razviti inačicu La-150F. Jedina veća izmjena u odnosu na La-150M bila je ugradnja motora RD-10F sa sustavom za naknadno izgaranje koji je povećao potisak na 10,8 kN. Povećanje potiska odrazilo se na povećanje maksimalne brzine. Zanimljivo je da je La-150F najveću brzinu postizao na razini mora 950 km/h. Na visini od 5000 metara brzina je pala na 900 km/h. Zbog toga je La-150F imao potencijala postati dobar jurišnik. To se nije ostvarilo jer je dolet i dalje bio preslabih 500 kilometara ili 48 minuta leta. Snažniji motor povećao je i operativni vrhunac leta na 13 000 metara.
Letna testiranja La-150F obavljena su od srpnja do rujna 1947. ali sovjetsko ratno zrakoplovstvo i dalje nije bilo zadovoljno avionom.

### La-152
Iako je razvijan istodobno s La-150, zadaća La-152 bila je sovjetskom ratnom zrakoplovstvu osigurati napredniji lovac. Zbog toga, ali i korištenja iskustava s La-150, razvoj La-152 je tekao usporeno. Prvi je let obavljen u listopadu 1946., a zadnji u kolovozu iduće godine.
La-152 je dobio gotovo identičan trup kao i La-150, tanja krila i konfiguraciju niskokrilca (kao kod Jak-a 15), te moćnije naoružanje od tri topa NS-23 kalibra 23 mm. Kako su iskustva s La-150 pokazala da je trup prejak, konstruktori su mogli olakšati konstrukciju i dobivenu uštedu na masi iskoristiti za povećanje zapremine unutarnjih spremnika za gorivo s 533 na 563 kilograma. Zadržan je originalni motor RD-10 potiska 8,8 kN, pa je maksimalna brzina na 5000 metara bila samo 778 km/h. Iako je La-152 mogao ostati u zraku 54 minute, dolet mu je ostao isti 500 kilometara. Zbog toga je sovjetsko ratno zrakoplovstvo zaključilo kako nije ostvaren bitni napredak u odnosu na La-150 i nije dopustilo da uđe u serijsku proizvodnju.

### La-154
Jedan od najvećih problema La-150 bio je preslab motor. Zbog toga je Lavočkin razvio model La-154 kod kojeg je proširio trup kako bi u njega mogao smjestiti jači motor Ljulka TR-1, jedan od prvih sovjetskih turbomlaznih motora koji se nisu temeljili na njemačkoj ili britanskoj konstrukciji. Potisak TR-1 bio je 13,2 kN i obećavao znatno poboljšanje letnih mogućnosti. Neiskustvo sovjetskih stručnjaka prvo je dovelo do stalnog odgađanja dovršetka motora. Iako je motor službeno dovršen 1947. zbog konstantne nepouzdanosti nikad nije ušao u serijsku proizvodnju. Zbog toga je otkazana i proizvodnja La-154.

Na papiru 13,2 kN potiska trebalo je biti dovoljno za 925 km/h maksimalne brzine i operativni vrhunac leta od 13 500 metara. Trebao se povećati i dolet na zadovoljavajućih 1000 kilometara. Naoružanje se trebalo sastojati od tri topa NS-23

### La-156
Nakon što je postalo jasno da se motor TR-1 nikad neće naći u serijskoj proizvodnji i da je sav trud uložen u razvoj La-154 bio uzaludan, Lavočkin je odlučio iskoristiti najbolja rješenja s "četvorke" i združiti ih s motorom RD-10F opremljen sustavom za naknadno izgaranje. Pokušaj ugradnje RD-10F u La-150F nije uspio zbog premalog doleta, iako se motor pokazao dovoljno snažnim i pouzdanim. Naknadnim poboljšanjima potisak motora RD-10F povećan je na 13,2 kN s uključenim naknadnim izgaranjem, ili na snagu motora TR-1. Iako je La-156 dobio povećane spremnike za gorivo s La-154, povećana potrošnja motora RD-10F ponovno je smanjila dolet na 660 kilometara. Letna ispitivanja, obavljena od veljače do ožujka 1947., pokazala su da nije ostvarena ni očekivanja maksimalna brzina jer avion nije išao brže od 905 km/h (845 km/h na razini mora). Iako je to bilo daleko od planiranih 925 km/h, ipak je bilo dovoljno dobro. Zbog toga je sovjetsko ratno zrakoplovstvo odlučilo i službeno testirati avion. Službeno testiranje obavljeno je od 5. rujna 1947. do 31. siječnja 1948. Iako je La-156 mogao postići brzinu veću od 900 km/h, zbog njegovog malog dometa (samo 660 km) i najave razvoja novih aviona s novim krilima, sovjetsko ratno zrakoplovstvo je odlučilo ne usvojiti ga u naoružanje.

### La-174TK
Razlog zbog kojeg je sovjetsko ratno zrakoplovstvo odbacilo La-156 bio je eksperimentalni La-174TK (TK za Tankoe Krilo). La-174TK bio je posljednji pokušaj Lavočkina da sovjetskom ratnom zrakoplovstvu "uvali" mlazni lovac s klasičnim ravnim krilima. Kombinacija tankih krila i jakog motora NII-1 (potiska 15,6 kN) trebala je dovesti do znatnog poboljšanja letnih mogućnosti. Letna testiranja pokazala su da ova kombinacija La-174TK omogućava postizanje maksimalne brzine od vrlo dobrih 970 km/h na 5000 metara i još boljih 965 km/h na razini mora. Operativni vrhunac leta bio je izvrsnih 14 600 metara. Projektanti su napokon riješili i problem s doletom koji je povećan na 960 kilometara i mogućnošću ostajanja u zraku sat i pol. Za dostizanje visine od 5000 metara trebalo mu je 2,5 minuta. Da je Lavočkih uspio napraviti La-174TK 1946., a ne 1948. sovjetsko bi ga ratno zrakoplovstvo odmah uzelo u naoružanje. Nažalost Lavočkina 30. prosinca 1947. prvi je put poletio MiG-15 opremljen strelastim krilima i konkretno pokazao sve prednosti takve koncepcije. Zbog toga je sovjetsko ratno zrakoplovstvo odbacilo La-174TK, a Lavočkin je morao odustati od koncepcije mlaznog lovca s ravnim krilima.

### La-160 Strelka
Po spomenutom lako bi se moglo zaključiti da je Lavočkin pokrenuo razvoj Strelke (Strijela krila) tek nakon neuspjeha s La-174TK, ali nije tako. Rad na La-160 započeo je još 1946., tako da su na trup modela La-152 postavili strelasta krila pod kutom od 35 stupnjeva. Kako je primjena strelastih krila bila potpuna nepoznanica za sovjetske konstruktore, prvo su obavljena opsežna testiranja u zračnom tunelu Instituta TsAGI (središnje ustanove Sovjetskog Saveza za aerodinamička ispitivanja i razvoj). Kako ondašnja tehnologija nije omogućavala da se u zračnim tunelima testiraju svi parametri, prvi probni let Strelke, koji je obavljen u lipnju 1947., bio je velika nepoznanica za sve, tim prije što je to bio prvi sovjetski avion opremljen strelastim krilima. Letna su testiranja potrajala sve do rujna iste godine. Na veliko iznenađenje ne samo projektanata već i stručnjaka drugih sovjetskih zrakoplovnih projektnih biroa, letna su testiranja pokazala da je Strelka laka za letenje i upravljanje, posebno kad bi se avion približio "zvučnom zidu". Zbog straha da se tijekom testiranja ne probije, na krilima su postavljene automatske zračne kočnice koje su se aktivirale kad bi avion premašio brzinu od 1000 km/h.
Iako je La-160 pokretan motorom RD-10F potiska 13,2 kN, na 5700 metara mogao je postići brzinu od 1050 km/h i u simuliranoj zračnoj borbi bez problema pobijediti svaki sovjetski lovac. Premda su u trup smjestili dodatno gorivo (1080 litara) dolet je ostao skromnih 500 kilometara, što i nije bilo bitno jer se radilo o eksperimentalnom avionu. Međutim, pokazalo se da RD-10F definitivno ima preveliku potrošnju, pa je La-160 bio zadnji sovjetski avion na kojemu je korišten. S druge strane u nosu su mu ostavili dva topa N-37 kalibra 37 mm, što baš i nije uobičajeno rješenje za eksperimentalne avione. Strelka je bila velik uspjeh i svi su se sovjetski projektanti bacili na projektiranje lovaca sa strelastim krilima.

### La-168
Bez obzira na to što je La-160 Strelka bio Lavočkin avion, nije mu donio znatniju prednost pred drugim zrakoplovnim biroima. S jedne strane problem je bio u krivom smještaju motora ispod nosa aviona i potrebe da se od početka konstruira potpuno novi avion s motorom u trupu iza pilota. Osim toga Lavočkin je previše vremena i snage potrošio na razvoj lovaca s ravnim krilima, umjesto da se koncentrirao isključivo na jedan projekt. Nakon što je Strelka otkrila sve prednosti strelastih krila, Lavočkin je krenuo u razvoj potpuno novog lovca La-168, visokokrilca sa strelastim krilima. Za pogon je odabran britanski motor Rolls-Royce Nene, koji je zahtijevao avion širokog trupa uz zadržavanje usisnika za zrak u nosu.
Razvoj La-168 počeo je još 1946., a kako bi nadoknadio izgubljeno vrijeme i napokon sovjetskom ratnom zrakoplovstvu dao uporabljiv lovac, Lavočkin je odmah krenuo s projektiranjem lovca, a ne eksperimentalnog aviona, vjerujući da su testiranja obavljena na Strelki dovoljna. Kako bi riješio problem doleta, u trup su smješteni spremnici za gorivo zapremine 1230 litara plus još 610 litara u dopunskim spremnicima pod krilima, što je trebalo biti dovoljno za nešto više od dva sata leta. Pošto je od početka projektiran kao operativni lovac, La-168 je dobio teško naoružanje od dva topa NS-23 i jednog N-37 za obaranje američkih bombardera.

Iako je rad na La-168 bio prioritet, Lavočkin je istodobno razvijao i spomenuti La-174TK. Zbog toga su Mikojan i Gurević uspjeli prije dovršiti svoj MiG-15. Prvi let La-168 obavio je 22. travnja 1948. Zahvaljujući motoru Nene potiska 22,2 kN na 2750 metara visine postigao je 1084 km/h (0,982 Macha), a na razini mora točno 1000 km/h. Operativni vrhunac leta bio je izvrsnih 14 570 metara. Britanski je motor trošio manje goriva, pa je dolet povećan na 1275 kilometara. Do visine od 5000 metara trebalo mu je točno dvije minute. Tijekom letnih testiranja pilot V. I. Khomaiakov trebao je ispucati rafal iz svih topova. Vibracije koje je topnička paljba izazvala uzrokovale su dekompresiju pilotske kabine. Zbog toga je avion počeo strmo ponirati punih 4000 metara, a ubrzanje koje je pritom ostvario dovelo ga je na sam rub probijanja "zvučnog zida". Pilot je ipak uspio ispraviti avion i sigurno sletjeti, što je, doduše nepredviđeno, pokazalo sve dobre odlike konstrukcije. Letna su testiranja nastavljena sve do 19. veljače 1949. Iako je Lavočkin bio siguran da je napokon zadovoljio sve potrebe sovjetskog ratnog zrakoplovstva ono je ipak zatražilo neke izmjene. U međuvremenu je dopušten početak serijske proizvodnje MiG-a 15.

### La-174 i La-174D
Tako je nastao La-174 i La-174D (D za Dublior ili drugi). U odnosu na La-168 bili su manji i lakši, pa su nosili manje goriva 1110 litara u trupu i 605 litara u spremnicima pod krilima). Unatoč smanjenju količine goriva, nije došlo do smanjenja doleta. Zapravo se povećao s 1275 na 1300 kilometara. Tajna je bila u uporabi ekonomičnijeg motora Rolls-Royce Derwent-V potiska 15,6 kN.
Prvi je let La-174 obavio 8. siječnja 1948. Prvi je prototip izgubljen 11. svibnja 1948. zbog prevelikih vibracija. Na brzinu je dovršen drugi prototip La-174D, na kojemu su letna testiranja započela u kolovozu i trajala do rujna iste godine. Pokazala su da je kombinacija slabijeg motora i manje mase dovoljna za maksimalnu brzinu od zadovoljavajućih 1040 km/h na visini od 3000 metara, te 900 km/h na razini mora. Operativni vrhunac leta povećao se na 14 600 metara, a to je bilo bitno. I dolet se povećao na 1300 kilometara, uz mogućnost ostanka u zraku od dva sata i 28 minuta. Jedino se brzina penjanja bitno pogoršala, pa je La-174 do 5000 metara trebao tri minute. Kako bi se smanjila masa u nosu su ostala samo dva topa NS-23.

La-174 konačno je zadovoljio vrh sovjetskog ratnog zrakoplovstva, pa je, uz neke izmjene i poboljšanja, u kolovozu 1948. odlučeno da se pokrene njegova serijska proizvodnja pod službenom oznakom La-15.

### La-176
La-176 nije nastao na osnovi La-174, već La-168 kojemu su ugrađena strelasta krila pod kutom od 45 stupnjeva. U početku je rabljen motor Klimov RD-45F potiska 22,25 kN koji je bio dovoljno snažan tek da pokaže kako se i nova krila izvrsno ponašaju u letu. Tek ugradnjom motora Klimov VK-1 potiska 26,5 kN La-176 je mogao pokazati sve svoje mogućnosti. Tako je 26. prosinca 1948. pilot I. E. Fedorov u blagom poniranju s 9050 na 6000 metara probio brzinu zvuka. Kako sovjetsko ratno zrakoplovstvo nije željelo to potvrditi, vjerujući da je to bila greška na instrumentima, testiranje je ponovljeno tijekom siječnja 1949. U čak šest letova La-176 je na visini od 7500 metara ostvario brzine veće od 1100 km/h ili 1,02 Macha. Sve to nije bilo dovoljno da ga sovjetsko ratno zrakoplovstvo uvede u operativnu uporabu, ali je Lavočkin dobio dopuštenje da nastavi s radom na svojim znatno većim lovcima La-190 i La-200.

## Zaključak
Iako je La-15 po svim odlikama bio na razini ili bolji od MiG-a 15, njegova složenost i visoka cijena proizvodnje na kraju su prevagnule u korist konkurenta. Zbog istih razloga ništa bolje nisu prošli ni La-176 i njegovi nasljednici La-190 i La-200. Lavočkin je ubrzo stekao reputaciju projektanta iz čijeg biroa izlaze napredni ali skupi avioni koji pomiču granice, ali su nepodobni za serijsku proizvodnju. Zbog toga je ubrzo počeo dobivati programe vezane uz razvoj sovjetskih interkontinentalnih balističkih projektila i proizvodnju svemirskih letjelica.

## Tehničke karakteristike
Osnovne karakteristike
- posada: 1
- dužina: 9,56 m
- raspon krila: 8,83 m
- površina krila: 16,2 m2
- visina: 3,8 m

Letne karakteristike
- najveća brzina: 1.026 km/h
- dolet: 1.170 km
- brzina penjanja: 31,7 m/s
- najveća visina leta: 13.500 m
- specifično opterećenje krila: 238 kg/m2
- motor: 1 × Klimov RD-500 turbomlazni motor

Naoružanje
- naoružanje: 3 × 23 mm Nudelman-Suranov 23